# Point Clark
Point Clark är en udde i Kanada.   Den ligger i provinsen Ontario, i den sydöstra delen av landet, 500 km väster om huvudstaden Ottawa.
Terrängen inåt land är platt, och sluttar västerut. Runt Point Clark är det glesbefolkat, med 14 invånare per kvadratkilometer.. Närmaste större samhälle är Kincardine, 15,9 km nordost om Point Clark. 
Trakten runt Point Clark består till största delen av jordbruksmark.